# ジョヴァンナ・メッツォジョルノ
ジョヴァンナ・メッツォジョルノ（Giovanna Mezzogiorno、1974年11月9日 - ）は、イタリアの女優である。ローマ出身。

## 来歴

### イタリアの芸術家一家として
1974年11月9日、イタリアの映画俳優ヴィットーリオ・メッツォジョルノ（Vittorio Mezzogiorno）と女優チェチリア・サッキ（Cecilia Sacchi）の娘として、イタリア共和国の首都ローマに生まれる。 母方の祖父フィリッポ・サッキ（Filippo Sacchi）も映画評論家であり、芸術家一家の娘として育った。1993年、隣国フランスのパリに設立されたピーター・ブルック主宰の国際演劇研究センター（CIRT）に留学、1995年にはブルックによる舞台『Qui est là』（シェイクスピアの「ハムレット」を下敷きにした作品）のオフィーリア役に抜擢され、舞台女優としてのキャリアをスタートさせている。
1997年、セルジオ・ルビーニ共演の『Il viaggio della sposa』で映画デビューを果たし、早くもエンニオ・フライアーノ賞最優秀助演女優賞及びグロボドーロ賞（Globo d'oro、イタリア・ゴールデングローブ賞）の新人賞を受賞した。翌年も2作品の映画『Del perduto amore』と『Più leggero non basta』で主役を演じ、『Del perduto amore』ではチアック賞を受賞した。この撮影で出会ったステファノ・アコルシとは長期間交際している。
2000年、国際派俳優たちを豪華に起用したフランスのミニシリーズ『レ・ミゼラブル』に出演した。2001年、ガブリエレ・ムッチーノ監督の『L' Ultimo bacio』にジュリア役で出演し、ステファノ・アコルシとの再共演、ステファニア・サンドレッリとの共演を果たし、またエンニオ・フライアーノ賞で2回目の最優秀女優賞を獲得している。2002年、ソマリアの内戦で謎の死を遂げたTG3の若きジャーナリスト、イラリア・アルピの名前をタイトルにした映画で父ヴィットーリオも主演男優賞を受賞したナストロ・ダルジェント賞で最優秀主演女優賞を獲得している。
2003年、TVドラマ『Il segreto di Thomas』と映画『向かいの窓』（フェルザン・オズペテク監督作）で、ラウル・ボーヴァ、マッシモ・ジロッティと共演。特に後者では記憶を失った謎の老人に出会い、しだいに心を通わせていく女性を演じた。この『向かいの窓』は高い評価を受け、グロボドーロ賞、ナストロ・ダルジェント賞、フライアーノ賞をそれぞれ受賞した。2004年、セルジオ・ルビーニによる映画『L'amore ritorna』でセルジオ・ルビーニ自身、ミケーレ・プラチド、マリアンジェラ・メラート、ファブリツィオ・ベンティヴォリオ、マルゲリータ・ブイと共演。同年にはイタリア＝フランス合作によるコメディ『Il club delle promesse』で主役を演じた。また、ピエロ・マッカリネリ演出によるサラ・ケーンの小品『4.48 Psychosis』で再び舞台にも上がっている。
2005年、クリスティーナ・コメンチーニ監督による『心の中の獣』で幼児虐待の記憶に苦しむ女性を演じ、本作でヴェネツィア国際映画祭の最優秀主演女優賞（ヴォルピ杯）を受賞して国際的な知名度を上げた。映画自体もアカデミー賞最優秀外国語映画賞にノミネートされた。2006年、『コレラの時代の愛』でフェルミーナ・ダーサ役を演じ、フロレンティーノ・アリーサ役のスペイン人俳優ハビエル・バルデムと共演。撮影はカルタヘナ (コロンビア)で行われ、ガブリエル・ガルシア＝マルケスによる小説『コレラの時代の愛』を原作としている。2007年にはフランチェスカ・アルキブージ監督作『いつか翔べるように』とダヴィデ・マレンゴの監督デビュー作“Notturno bus”に出演、ヴァレリオ・マスタンドレアと共演している。
2008年、マルコ・ベロッキオ監督の新作『愛の勝利を ムッソリーニを愛した女』で主役のイーダ・ダルセル役（ベニート・ムッソリーニの最初の妻／ベニート・アルビーノの母親）を演じ、ナストロ・ダルジェント賞とグロボドーロ賞の他、アメリカでも全米映画批評家協会賞を受賞した。同年にはヴィム・ヴェンダースが15年ぶりに全編欧州で撮影を行った『Palermo Shooting』で写真家に愛の贖罪的な力を教える女性を演じている。2009年、冷戦期イタリアの「鉛の時代」に猛威を振るった反政府組織プリマ・リネアを描いた『La prima linea』でリッカルド・スカマルチョと共演、翌年にはロッコ・パパレオ監督主演のコメディ映画『Basilicata coast to coast』に出演した。
2010年から暫く間は映画出演を控えていたが、2013年の映画『Vinodentro』で復帰し、2014年にはルイージ・カッシーノ、アレッサンドロ・ガスマンらと『I nostri ragazzi』に出演した。

## 主な出演作品

### 舞台
- Qui est là （演出：ピーター・ブルック - 1995年/1996年）
- 4:48 Psychosis （原作：サラ・ケーン - 演出：ピエロ・マッカリネリ - 2004年）

### 長編映画
- Il viaggio della sposa （監督：セルジオ・ルビーニ - 1997年）
- Del perduto amore （監督：ミケーレ・プラチド - 1998年）
- Asini （監督：アントニオ・ルイージ＝グリマルディ - 1999年）
- Un uomo perbene （監督：マウリツィオ・ザッカロ - 1999年）
- Afrodita, el sabor del amor （監督：フェルナンド・E・ソラナス - 2001年）
- State zitti per favore,  （監督：リヴィア・ジャンパルモ - 2001年）
- L'ultimo bacio （監督：ガブリエレ・ムッチーノ - 2001年）
- Malefemmene （監督：ファビオ・コンヴェルシ - 2001年）
- Nobel （監督：ファビオ・カルピ - 2001年）
- Tutta la conoscenza del mondo （監督：エロス・パグリエリ - 2001年）
- Ilaria Alpi - Il più crudele dei giorni （監督：ファブリツィオ・ヴィンセティーニ＝オルグナーニ - 2002年）
- 向かいの窓 La finestra di fronte （監督：フェルザン・オズペテク - 2003年）
- L'amore ritorna （監督：セルジオ・ルビーニ - 2004年）
- Stai con me （監督：リヴィア・ジャンパルモ - 2004年）
- Il club delle promesse （監督：マリー・アンヌ・シャゼル - 2004年）
- Les murs porteurs （監督：シリル・ジェルブラット （2005年）
- 心の中の獣 La bestia nel cuore （監督：クリスティーナ・コメンチーニ - 2005年）
- AD Project （監督：エロス・パグリエリ - 2006年）
- いつか翔べるように Lezioni di volo （監督：フランチェスカ・アルキブジ - 2007年）
- あのバスを止めろ Notturno bus （監督：ダヴィデ・マレンゴ - 2007年）
- コレラの時代の愛 Love in the Time of Cholera （監督：マイク・ニューウェル - 2007年）
- Désengagement （監督：アモス・ギタイ - 2007年）
- L'amore non basta （監督：ステファノ・キアンティーニ  - 2008年）
- The Palermo Shooting （監督：ヴィム・ヴェンダース - 2008年）
- 愛の勝利を ムッソリーニを愛した女 Vincere （監督：マルコ・ベロッキオ - 2008年）
- ナポリの隣人 La tenerezza（監督：ジャンニ・アメリオ - 2017年）
- ナポリ、熟れた情事 Napoli velata（監督：フェルザン・オズペテク - 2017年）
- 靴ひものロンド Lacci（監督：ダニエーレ・ルケッティ - 2020年）
- Amanda（監督：カロリーナ・カヴァッリ - 2022年）

### 短編映画
- Compleanno （監督：サンドロ・ディオニシオ - 2005年）

### TV
- Più leggero non basta （監督：エリザベッタ・ロドーリ - TV映画 - 1999年）
- レ・ミゼラブル Les Misérables （監督：ジョゼ・ダヤン - TVシリーズ - 2000年）
- Il segreto di Thomas （監督：ジャコモ・バッティアート - TV映画 - 2003年）
- Virginia, la monaca di Monza （監督：アルベルト・シローニ - TVシリーズ - 2004年）